# ハリスミュージックプレゼント
『ハリスミュージックプレゼント』は、1962年10月1日から1963年3月25日まで日本テレビ系列局で放送されていた日本テレビ製作の音楽番組である。ハリス（現・クラシエ）の一社提供。放送時間は毎週月曜 19:00 - 19:30 （日本標準時）。

## 概要
コンセプトは「人気歌手が次から次へと出演し、絢爛と繰り広げるリズムの祭典」。同じくハリスの一社提供で放送されていた前番組『跳び上がる娘たち』がミュージカルドラマだったのに対し、本番組は正統派の音楽番組として放送されていた。
番組はハリスが当時商標にしていたリスにちなみ、タイトルに「リスリスアワー」を冠していた。「ミュージックプレゼント」とあるが、1966年に同じく日本テレビで放送されていた『日立ミュージックプレゼント 詩の灯』や、1969年からTBSラジオで放送されている『毒蝮三太夫のミュージックプレゼント』との関連性は特に無い。

## 出演者

### 司会
- 田代みどり - 『跳び上がる娘たち』から引き続き出演。
- 目方誠
- 香山ユリ

### その他の主な出演者
- 島倉千代子
- 森山加代子
- 佐川ミツオ
- 飯田久彦
- 中島そのみ
- 五月みどり
- 平尾昌晃
- 佐々木功
- 和田弘とマヒナスターズ
- デューク・エイセス
- ほか